# Sphenoclypeana
Sphenoclypeana is een geslacht van halfvleugeligen uit de familie schuimcicaden (Cercopidae). De wetenschappelijke naam van dit geslacht is voor het eerst geldig gepubliceerd in 1952 door Lallemand & Synave.

## Soorten
Het geslacht Sphenoclypeana omvat de volgende soorten:
- Sphenoclypeana brasiliensis (Distant, 1909)
- Sphenoclypeana parana (Distant, 1909)